# 圣尼各老堂 (毕尔巴鄂)

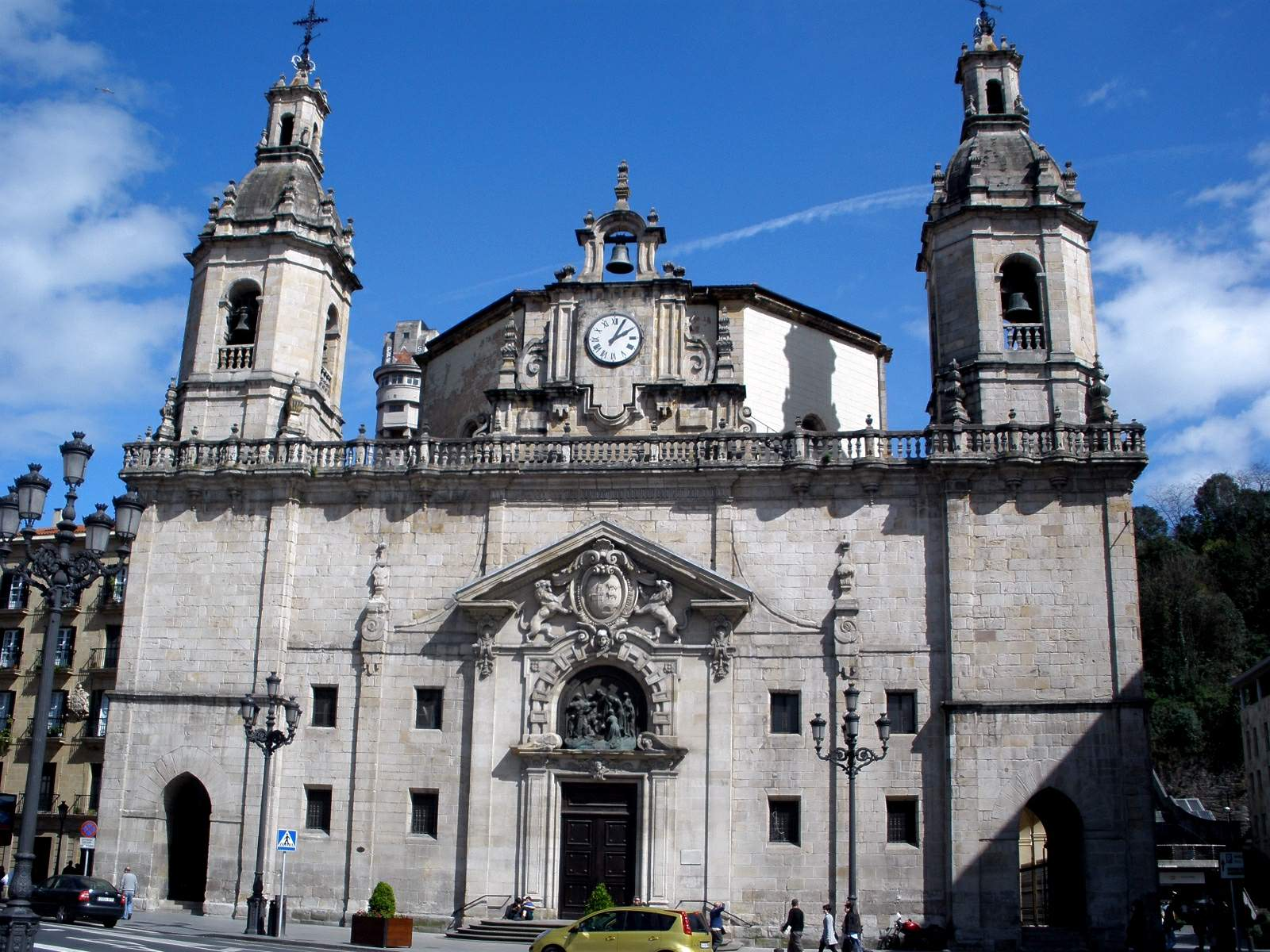

圣尼各老堂（西班牙語：Iglesia de San Nicolás）是一座罗马天主教堂区教堂，奉圣尼各老为主保圣人，位于西班牙巴斯克自治区比斯开省毕尔巴鄂老城区的同名广场（plaza de San Nicolás），立面面向阿里亞加劇院（Teatro Arriaga）。该堂为巴洛克风格，建于1756年，由阿斯佩蒂亚建筑师伊格纳西奥·伊比利亚（Ignacio Ibero）设计。

## 历史
这里最初是一个隐修院，服务于毕尔巴鄂郊外的渔民区，因此奉圣尼各老为主保圣人。教堂建于1490年，但因洪水而沦为废墟，不得不拆毁。现在的教堂建于1756年，曾在独立战争期间关闭，在1816年被闪电击中，在卡洛斯战争中成为军事仓库。因此，在1808-1814年、1835-1841年和1873-1879年期间，该堂未能开放。